# Mr. Barnes of New York (1922)
Mr. Barnes of New York is een Amerikaanse dramafilm uit 1922 onder regie van Victor Schertzinger. Het scenario is gebaseerd op de gelijknamige roman uit 1887 van de Amerikaanse auteur Archibald Clavering Gunter.

## Verhaal
Een Britse marineofficier doodt een Corsicaanse jongeman in een duel. Zijn zus Marina Paoli zweert wraak op de dader. Mijnheer Barnes uit New York is getuige van het duel. Hij ziet dat de naam „Gerard Anstruther” gegraveerd staat op de pistolen. Een paar jaar later maakt mijnheer Barnes in Nice kennis met Enid, de zus van Gerard. Hij komt erachter dat Gerard verloofd is met Marina, die hem in Egypte heeft verpleegd voor een ziekte. Na de bruiloft vertelt de voogd van Marina dat Gerard de man is die ze zoekt. Mijnheer Barnes kan hem bijtijds redden. Gerard legt uit dat hij zijn pistolen had uitgeleend voor het duel. Uiteindelijk trouwen Enid en mijnheer Barnes.

## Rolverdeling
| Acteur           | Personage         |
| ---------------- | ----------------- |
| Tom Moore        | Mijnheer Barnes   |
| Anna Lehr        | Marina Paoli      |
| Naomi Childers   | Enid Anstruther   |
| Louis Willoughby | Gerard Anstruther |
| Ramón Novarro    | Antonio           |
| Otto Hoffman     | Tomasso           |
| Sidney Ainsworth | Danella           |